# Crypsis hadjikyriakou
Crypsis hadjikyriakou är en gräsart som beskrevs av Raus och Hildemar Wolfgang Scholz. Crypsis hadjikyriakou ingår i släktet kurragömmagrässläktet, och familjen gräs. Inga underarter finns listade i Catalogue of Life.